# هيروشي هاياو
هيروشي هاياو (باليابانية: 早野 宏史) (14 نوفمبر 1955 في كاناغاوا في اليابان – )؛ هو لاعب كرة قدم ياباني سابق كان يلعب كمهاجم.

## وصلات خارجية
- J.League Data Site (باليابانية)